# アブドゥル・カリーム
アブドゥルカリーム （Abdul KarimもしくはAbd al-Karim、Abdulkarim アラビア語: عبد الكريم）は、アラビア語由来のイスラム教徒の男性名である。現代の用法では姓の場合もある。アラビア語で「しもべ、下僕、奴隷」を意味する「アブド」（عبد）を「寛大なる者、寛容なる者、高貴なる者」といった意味を持つ神の属性名・美名「アル＝カリーム」（الكريم）が後ろから属格（所有格）支配した複合名。よって、意味は「寛大者（アッラー/アッラーフ）のしもべ」となる。
アル（al-）はアラビア語の定冠詞であり、口語ではエル（el-）となる。Abd el-Karim、Abdel Karim、Abdelkarimと表記されることも少なくない。 

## 名
- アブドゥル・カリーム (ヤルカンド・ハン国) - ヤルカンド・ハン国のハン。
- アブドルカリーム・カーシム - イラクの軍人、政治家。

## 姓
- モハメド・タキ – コモロの大統領。姓としてアブドゥルカリムを名乗る。